# Mario Merola

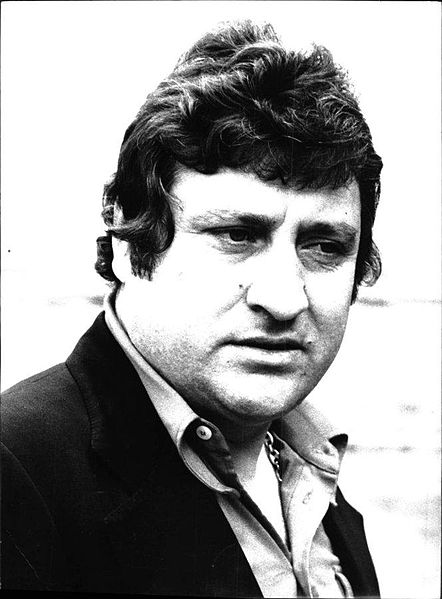
Mario Merola

Mario Merola (* 6. April 1934 in Neapel; † 12. November 2006 in Castellammare di Stabia) war ein neapolitanischer Sänger und Schauspieler.

## Leben

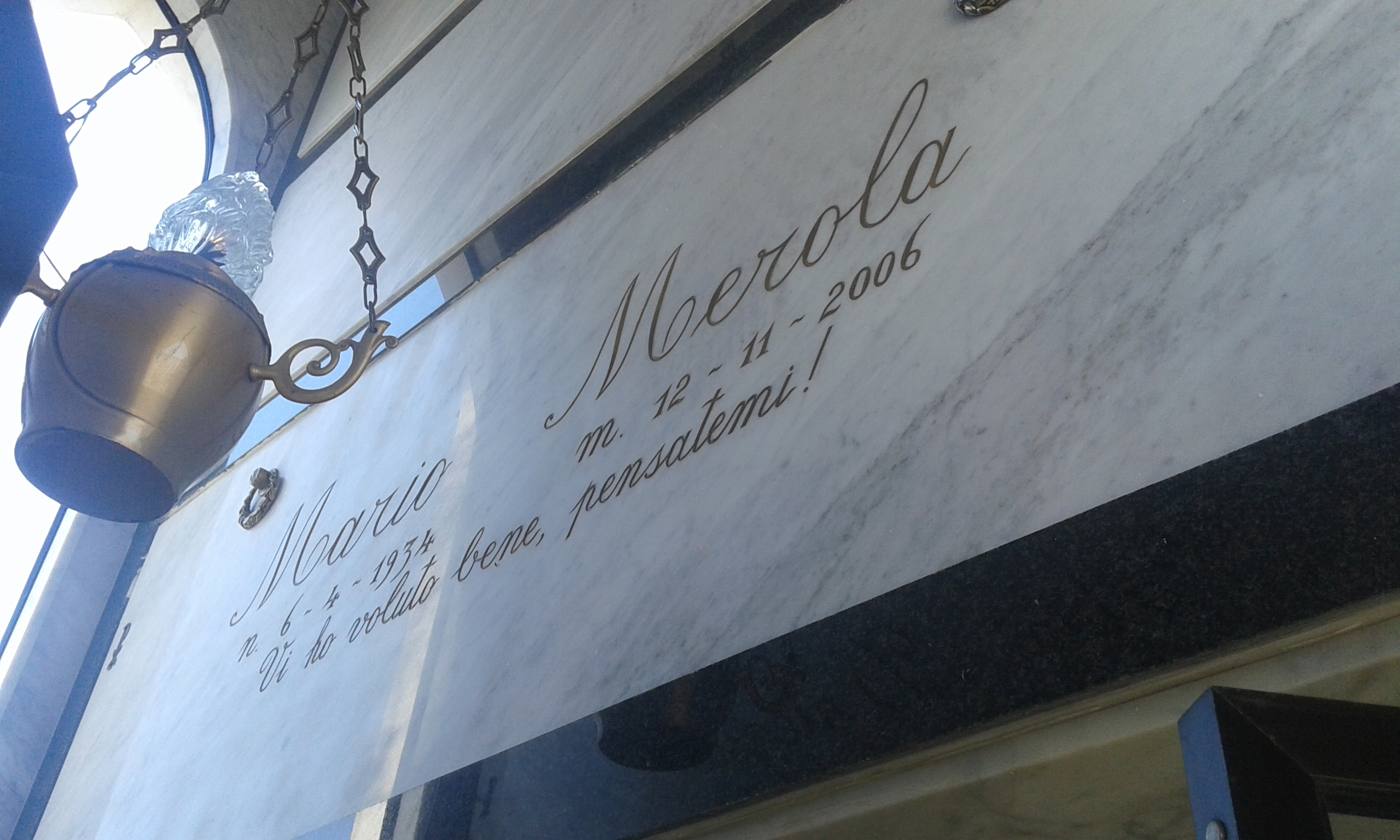
Grabstätte von Mario Merola

Merola, aus ärmlichsten Verhältnissen stammend, verdiente zunächst in seiner Heimatstadt seinen Lebensunterhalt als Hilfskoch und Hafenarbeiter. Auf Drängen seiner Kollegen nahm er einige Gesangsstunden und nahm das rabiate Lied Malu figlio auf. Recht schnell hatte er im neuen Metier großen Erfolg und wurde zu einer Ikone des neapolitanischen Liedes, der auch in den Vereinigten Staaten und Kanada bei den dortigen Einwanderern zum Star wurde. Er veröffentlichte zahlreiche Schallplatten.
Zum Ende der 1970er Jahre begann er parallel zu seiner Gesangskarriere eine Reputation als Schauspieler aufzubauen. Er trat häufig in Filmen von Regisseur Alfonso Brescia auf, meist kriminalistisch angehauchten Filmen sowie Melodramen in der Tradition des Regisseurs Raffaello Matarazzo und fast ausschließlich mit Neapel-Bezug, meist schon im (Original-)Titel. Nur wenige dieser Filme hatten Aufführungen außerhalb Italiens.
Seit Mitte der 1980er konzentrierte der „massige und leidenschaftliche Darsteller und Sänger sich wieder auf die neapolitanischen Lieder voller Schluchzen, Verzweiflung und Zorn“ und trat in unzähligen Konzerten, auf Bühnen und im Fernsehen auf.
Zu Beginn des Jahres 2006 musste er auf Grund gesundheitlicher Probleme seine Karriere beenden. Er starb an einem Lungenödem. Die Trauerfeier fand am 14. November 2006 in Neapel in der Basilika Santa Maria del Carmine Maggiore statt, in der auch Merola geheiratet hatte. Zahlreiche Menschen folgten seinem Sarg zum monumentalen Friedhof von Neapel, wo der Künstler begraben wurde.
Seit 1964 war er mit Rosa Serrapaglia verheiratet, mit der er drei Kinder hatte, von denen sein Sohn Francesco die Tradition als Sänger neapolitanischen Liedgutes fortführt.

## Filme (Auswahl)
- 1973: Sgarro alla Camorra
- 1978: Napoli serenata calibro 9
- 1978: L'ultimo guappo
- 1978: Von Corleone nach Brooklyn (Da Corleone a Brooklyn)
- 1979: Hunted City (Sbirro, la tua legge è lenta… la mia no)
- 1979: Der große Kampf des Syndikats (I contrabbandieri di Santa Lucia)
- 1979: Il mammasantissima
- 1979: Napoli… la Camorra sfide, la città risponde
- 1980: Zappatore
- 1980: La tua vita per mio figlio
- 1981: Napoli, Palermo, New York – Il triangolo della Camorra
- 1981: Carcerato
- 1982: Tradimento
- 1982: Giuramento
- 1984: Torna
- 1984: Guapparia

## Platten (Auswahl)
- 1967: Mario Merola (PIG AVA 74)
- 1970: 6 sceneggiate cantate da Mario Merola (ZSL TM 55460)
- 1972: canzoni 'nziste (REL-ST 19154)
- 1981: Lacrime napulitane
- 2001: Passione eterna (Distr. Venus)